# كارولين تايلور
كارولين تايلور (بالإنجليزية: Caroline Taylor)‏ هي لاعبة بولينغ بريطانية، ولدت في 20 أغسطس 1973 في Newtown, Powys ‏ في المملكة المتحدة.